# Mooresville (Caroline du Nord)
Mooresville est une ville du comté d'Iredell, situé en Caroline du Nord, aux États-Unis.

## Démographie
| 1880 | 1890 | 1900  | 1910  | 1920  | 1930  |
| ---- | ---- | ----- | ----- | ----- | ----- |
| 508  | 886  | 1 533 | 3 400 | 4 315 | 5 619 |

| 1940  | 1950  | 1960  | 1970  | 1980  | 1990  |
| ----- | ----- | ----- | ----- | ----- | ----- |
| 6 682 | 7 121 | 6 918 | 8 808 | 8 575 | 9 317 |

| 2000   | 2010   | - | - | - | - |
| ------ | ------ | - | - | - | - |
| 18 823 | 32 711 | - | - | - | - |